# Élections législatives de 1876 dans l'Hérault
Les élections législatives de 1876 ont eu lieu les 20 février et 5 mars 1876.

## Députés élus
|   | Circonscription    | Député élu       |  | Groupe parlementaire |
| - | ------------------ | ---------------- |  | -------------------- |
| 1 | 1re de Béziers     | Émile Vernhes    |  | Union républicaine   |
| 2 | 2e de Béziers      | Paul Devès       |  | Gauche républicaine  |
| 3 | Lodève             | Léon Vitalis     |  | Centre droit         |
| 4 | 1re de Montpellier | Albert Castelnau |  | Union républicaine   |
| 5 | 2e de Montpellier  | Eugène Lisbonne  |  | Union républicaine   |
| 6 | Saint-Pons         | Joseph Fourcade  |  | Centre droit         |

## Résultats à l'échelle du département
| Partis         | Partis                                     | Premier tour | Premier tour | Sièges |
| Partis         | Partis                                     | Voix         | %            | Sièges |
| -------------- | ------------------------------------------ | ------------ | ------------ | ------ |
|                | Union républicaine                         | 30 441       | 30,25        | 2      |
|                | Orléanistes                                | 26 046       | 25,89        | 2      |
|                | Gauche républicaine - Républicains modérés | 16 117       | 16,01        | 1      |
|                | Légitimistes                               | 15 125       | 15,03        | 0      |
|                | Républicains intransigeants                | 9 776        | 9,71         | 1      |
|                | Bonapartistes                              | 3 133        | 3,11         | 0      |
|                |                                            |              |              |        |
| Inscrits       | Inscrits                                   | 131 589      | 100,00       | 6      |
| Votants        | Votants                                    | 101 615      | 77,22        |        |
| Abstentions    | Abstentions                                | 29 974       | 22,78        |        |
| Blancs et nuls | Blancs et nuls                             | 977          | 0,96         |        |
| Exprimés       | Exprimés                                   | 100 638      | 99,04        |        |

## Résultats par arrondissement

### Arrondissement de Béziers

#### 1recirconscription
| Candidat       | Candidat                     | Parti                     | Premier tour | Premier tour |
| Candidat       | Candidat                     | Parti                     | Voix         | %            |
| -------------- | ---------------------------- | ------------------------- | ------------ | ------------ |
|                | Émile Vernhes                | Républicain intransigeant | 9 776        | 63,16        |
|                | Maurice Lagarrigue De Ricard | Légitimiste               | 5 702        | 36,84        |
|                |                              |                           |              |              |
| Inscrits       | Inscrits                     | Inscrits                  | 23 205       | 100,00       |
| Votants        | Votants                      | Votants                   | 15 590       | 77,22        |
| Abstention     | Abstention                   | Abstention                | 7 615        | 22,78        |
| Blancs et nuls | Blancs et nuls               | Blancs et nuls            | 112          | 0,96         |
| Exprimés       | Exprimés                     | Exprimés                  | 15 478       | 99,04        |

#### 2ecirconscription
| Candidat       | Candidat       | Parti               | Premier tour | Premier tour |
| Candidat       | Candidat       | Parti               | Voix         | %            |
| -------------- | -------------- | ------------------- | ------------ | ------------ |
|                | Paul Devès     | Gauche républicaine | 11 325       | 58,24        |
|                | De Sarrey      | Légitimiste         | 4 988        | 25,65        |
|                | Armely         | Bonapartiste        | 3 133        | 16,37        |
|                |                |                     |              |              |
| Inscrits       | Inscrits       | Inscrits            | 24 642       | 100,00       |
| Votants        | Votants        | Votants             | 19 488       | 79,08        |
| Abstention     | Abstention     | Abstention          | 5 154        | 20,92        |
| Blancs et nuls | Blancs et nuls | Blancs et nuls      | 42           | 0,22         |
| Exprimés       | Exprimés       | Exprimés            | 19 446       | 99,78        |

### Arrondissement de Lodève
| Candidat       | Candidat       | Parti              | Premier tour | Premier tour |
| Candidat       | Candidat       | Parti              | Voix         | %            |
| -------------- | -------------- | ------------------ | ------------ | ------------ |
|                | Léon Vitalis   | Orléaniste         | 7 547        | 51,81        |
|                | Eugène Arrazat | Union républicaine | 7 021        | 48,19        |
|                |                |                    |              |              |
| Inscrits       | Inscrits       | Inscrits           | 17 640       | 100,00       |
| Votants        | Votants        | Votants            | 14 606       | 82,80        |
| Abstention     | Abstention     | Abstention         | 3 034        | 17,20        |
| Blancs et nuls | Blancs et nuls | Blancs et nuls     | 38           | 0,26         |
| Exprimés       | Exprimés       | Exprimés           | 14 568       | 99,74        |

### Arrondissement de Montpellier

#### 1recirconscription
| Candidat       | Candidat         | Parti              | Premier tour, | Premier tour, |
| Candidat       | Candidat         | Parti              | Voix          | %             |
| -------------- | ---------------- | ------------------ | ------------- | ------------- |
|                | Albert Castelnau | Union républicaine | 12 506        | 64,89         |
|                | De Montvaillant  | Orléaniste         | 6 768         | 35,11         |
|                |                  |                    |               |               |
| Inscrits       | Inscrits         | Inscrits           | 24 700        | 100,00        |
| Votants        | Votants          | Votants            | 19 388        | 78,49         |
| Abstention     | Abstention       | Abstention         | 5 312         | 21,51         |
| Blancs et nuls | Blancs et nuls   | Blancs et nuls     | 114           | 0,59          |
| Exprimés       | Exprimés         | Exprimés           | 19 274        | 99,41         |

#### 2ecirconscription
| Candidat       | Candidat                | Parti              | Premier tour | Premier tour |
| Candidat       | Candidat                | Parti              | Voix         | %            |
| -------------- | ----------------------- | ------------------ | ------------ | ------------ |
|                | Eugène Lisbonne         | Union républicaine | 10 914       | 51,68        |
|                | Dubois                  | Orléaniste         | 5 769        | 27,32        |
|                | Napoléon Doumet-Adanson | Légitimiste        | 4 435        | 21,00        |
|                |                         |                    |              |              |
| Inscrits       | Inscrits                | Inscrits           | 26 319       | 100,00       |
| Votants        | Votants                 | Votants            | 21 177       | 80,46        |
| Abstention     | Abstention              | Abstention         | 4 542        | 19,54        |
| Blancs et nuls | Blancs et nuls          | Blancs et nuls     | 659          | 0,28         |
| Exprimés       | Exprimés                | Exprimés           | 21 118       | 99,72        |

### Arrondissement de Saint-Pons
| Candidat       | Candidat        | Parti              | Premier tour | Premier tour |
| Candidat       | Candidat        | Parti              | Voix         | %            |
| -------------- | --------------- | ------------------ | ------------ | ------------ |
|                | Joseph Fourcade | Orléaniste         | 5 962        | 55,44        |
|                | Castel          | Républicain modéré | 4 792        | 44,56        |
|                |                 |                    |              |              |
| Inscrits       | Inscrits        | Inscrits           | 15 083       | 100,00       |
| Votants        | Votants         | Votants            | 10 766       | 71,38        |
| Abstention     | Abstention      | Abstention         | 4 317        | 28,62        |
| Blancs et nuls | Blancs et nuls  | Blancs et nuls     | 12           | 0,11         |
| Exprimés       | Exprimés        | Exprimés           | 10 754       | 99,89        |